# Richard Hergest
Pour les articles homonymes, voir Hergest.
Richard Hergest, né vers 1754 à Whitechapel et mort le 11 mai 1792 à Hawaï, est un navigateur britannique.
Il a été considéré comme le premier découvreur des îles Marquises alors qu'elles furent déjà visitées en 1595 par Álvaro de Mendaña, par James Cook en 1774 puis en 1791 par Joseph Ingraham. On lui doit malgré tout la première carte fiable des Marquises.

## Biographie
Fils aîné de Jeremiah et Margaret Hergest, Hergest entre dans la Royal Navy à 16 ans sur le HMS Augusta et sert comme matelot qualifié sur le HMS Marlborough avant d'être engagé comme Midshipman dès 1773 sur le HMS Adventure de James Cook puis sur le HMS Resolution (1776-1780). Il y deviendra le meilleur ami de George Vancouver. Le 14 février 1779, Hergest est un témoin direct de l'assassinat de James Cook à Hawaï. Immédiatement après avoir terminé le voyage, il est promu lieutenant le 14 octobre 1780.
Lieutenant sur le Daedalus, un navire de ravitaillement, dont il devient commandant en 1792, faisant escale aux Marquises, il donne leur nom aux îles Sir Henry Martin (Nuku Hiva), Robert (Eiao), Trevenans (Ua Pou) et Riou (Ua Huka).
Il prend ensuite la direction de Hawaï et jette l'ancre dans la baie de Waimea sur l'île d'Oahu le 11 mai 1792 pour prendre de l'eau douce. Bien qu'il ait été averti par deux Hawaïens à bord que des « personnes perverses » vivaient dans la vallée, Hergest débarque avec l'astronome William Gooch et deux marins. Alors que les deux marins remplissent des barils d'eau, le groupe est attaqué par des guerriers tatoués et armés, tuant Hergest, Gooch et l'un des marins. Le deuxième marin réussit à se mettre en sécurité à bord.
Richard Hergest subit ainsi le même sort que James Cook treize ans plus tôt. Le premier officier Thomas New prend alors le commandement du navire et rejoint Nootka où il informe Vancouver de ce qui s'est passé à O'ahu.
Le 20 mars 1793, Vancouver arrive en baie de Waimea et, avec l'aide d'un chef local, identifie trois hommes qu'il accuse du meurtre de son ami Hergest. Après un procès avec la participation de leur chef de tribu, ils sont fusillés.
Vancouver a inclus un récit d'Hergest dans son livre Voyage of Discovery to the North Pacific Ocean, and Round the World in the Years 1791-95.
Jules Verne le mentionne de manière erronée en écrivant « Hergert » dans son roman L'Île à hélice (partie 1, chapitre XI) lorsqu'il évoque les Marquises.